# 喀喇沁旗
喀喇沁旗是内蒙古自治区赤峰市下辖的一个旗。位于赤峰市西南部。面积3071平方公里，旗人民政府驻锦山镇。
喀喇沁旗地处内蒙古自治区东南部，赤峰市南部，蒙、冀、辽三省区交界地带，居东北经济区、华北经济区、环渤海经济区的结合部。

## 历史
早在新石器时代就有人类在这里生息繁衍，属于红山文化。从春秋战国时代到蒙古兴起，塞外各部族长期占据该地。明初，旗境本属大宁都司，宣德、正统以后朵颜卫南下此地，首领为名将者勒蔑的后裔。嘉靖以后，喀喇沁部在俺答汗弟昆都力哈统领下从滦河上游向东扩展，朵颜卫大部分被其役属，二部混合後亦号喀喇沁。后金天聪三年（1629年），喀喇沁部归附皇太极；清崇德元年（1636年），设喀喇沁右翼旗，属卓索图盟。清康熙四十四年（1705年）由右翼旗增设喀喇沁中旗。在清代，今喀喇沁旗境大部归喀喇沁右翼旗。
民国时期，1914年、1928年先后属热河特别区、热河省。1931年取消旗制，原右翼旗辖地东部设建平县，西部设宁城设治局。满洲国恢复旗制，设喀喇沁右旗公署于平庄，并于1933年3月撤销卓索图盟，各旗由热河省直辖。1946年後属中共解放区，实行旗县并存，在王爷府设喀喇沁右旗和建西县双重政权机构，1947年合并为喀喇沁右旗建西县联合政府。1948年联合政府迁于公爷府，1949年改为喀喇沁旗。1956年撤销热河省，划归内蒙古自治区，属昭乌达盟。1969-1979年曾划归辽宁省辖。1983年随着撤盟改市，归属赤峰市。

## 行政区划
喀喇沁旗下辖7个镇、1个乡、1个民族乡：
锦山镇、美林镇、王爷府镇、小牛群镇、牛家营子镇、乃林镇、西桥镇、十家满族乡、南台子乡、乃林果树农场、马鞍山羊场、喀喇沁经济开发区和锦山工业园区。

## 人口
根據第七次人口普查數據，截至2020年11月1日零時，喀喇沁旗常住人口為262792人。

## 交通
- 306国道过境。